# Брахіма Кулібалі
Брахіма Кулібалі (англ. Brahima Coulibaly) — малійський військовик та дипломат. Бригадний генерал. Надзвичайний і Повноважний Посол Малі в Україні за сумісництвом

## Життєпис
У 1983—1985 рр. — Начальник Загальновійськової воєнної школи в Кулікоро.
З 16 січня 2009 року — Надзвичайний і Повноважний Посол Малі в РФ
З 24 лютого 2009 року — Надзвичайний і Повноважний Посол Малі в Латвії за сумісництвом
З 30 січня 2010 року — Надзвичайний і Повноважний Посол Малі в Білорусі за сумісництвом
З 12 лютого 2010 року — Надзвичайний і Повноважний Посол Малі в Азербайджані за сумісництвом
З 2012 року — Надзвичайний і Повноважний Посол Малі в Болгарії за сумісництвом

## Сім'я
- Дружина — Адама Думбіа Кулібалі